# Sermide
Sermide är en ort och frazione i kommunen Sermide e Felonica i provinsen Mantua i regionen Lombardiet i Italien. 
Sermide var en kommun fram till den 1 mars 2017 när den tidigare kommunen Felonica uppgick i kommunen och kommunnamnet ändrades till Sermide e Felonica. Den tidigare kommunen hade 6 089 invånare (2015).